# 莱特拉 (罗讷省)
莱特拉（法語：Létra，法語發音：[letʁa]）是法国罗讷省的一个市镇，属于索恩河畔自由城区。

## 地理
莱特拉（45°57'45"N, 4°31'28"E）面积14.64 平方千米，位于法国奥弗涅-罗讷-阿尔卑斯大区罗讷省，该省份为法国中东部省份，北起顺时针与索恩-卢瓦尔省、安省、里昂大都会、伊泽尔省和卢瓦尔省接壤。
与莱特拉接壤的市镇（或旧市镇、城区）包括：尚博-阿利耶尔、泰尔南、迪耶姆、沙姆莱、里沃莱、圣波勒。

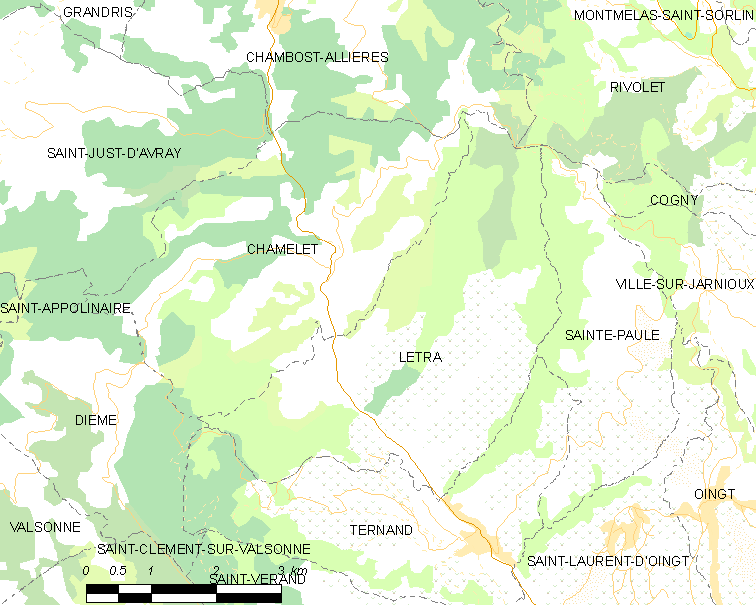
的OSM定位图

莱特拉的时区为UTC+01:00、UTC+02:00（夏令时）。

## 行政
莱特拉的邮政编码为69620，INSEE市镇编码为69113。

## 政治
莱特拉所属的省级选区为瓦勒德万县。

## 人口

1962-2008年间人口变化图示

莱特拉于2022年1月1日时的人口数量为907人。